# Володимир-Іван Іванович
Володимир-Іван Іванович (р.н. та см. невід.) — князь Київський (бл. 1300-х р.).
Літописні перекази виводять Іван-Володимир Івановича, як і Станіслава Івановича з роду Рюриковичів, точніше Ольговичів (Чернігівсько-Сіверської гілки). Ця династія отримала Київ з допомогою хана Токти бл.1300/1301 року.
Записаний у Сіверському пом’янику (Спасо-Преображенського Новгород-Сіверського монастиря). М.Грушевський відносив його правління до першої чверті XIV ст.  Записаний у Києво-Печерському пом’янику (поз.22).